# Les Amis De Paris
Les Amis De Paris är det svenska indiepopbandet Paris' debut-EP, utgiven 2003.
Albumet spelades in i Annika Mellins och Mattias Svenssons vardagsrum i Stockholm hösten 2002. Det mastrades i Globe Studios i Stockholm av Peter Benisch. Låtarna "Streetlights" och "Hey Sailor!" kom även att inkluderas på gruppens debutalbum Yellow Eden (2003).

## Låtlista
1. "Streetlights" – 3:23 (text och musik: Annika Mellin, Emma Nylén)
2. "Secret Mission" – 3:32 (text: Mellin, Nylén, musik: Nylén)
3. "Hey Sailor!" – 3:30 (text: Mellin, Mattias Svensson), musik: Mellin)
4. "Disco Ghost" – 5:04 (text och musik: Mellin)
5. "Banks and Patches" – 2:39 (text: Mellin, Nylén, musik: Mellin, Nylén, Svensson)
6. "Polly" – 2:50 (text och musik: Mellin, Nylén)

## Medverkande
- Peter Benisch – mastering
- Johan Efraimsson – trummor
- Pernilla Larsson – foto
- Annika Mellin – sång, gitarr
- Emma Nylén – sång, keyboards, artwork
- Paris – producent
- Mattias Svensson – bas, inspelning, ljudtekniker, artwork